# Chantiers de l'Atlantique
Chantiers de l'Atlantique é um estaleiro francês com sede em Saint-Nazaire.
Fez parte do grupo STX Europe empresa multinacional de construção naval, subsidiária da STX Corporation. Parte do capital do Chantiers de l'Atlantique pertence ao governo da França.
A empresa foi fundada em 1955 cm a fusão do Ateliers et Chantiers de la Loire com o também estaleiro Chantiers de Penhoët. A empresa foi adquirida em janeiro de 2006 pela Aker Yards e Alstom, que em 2008 vendeu os ativos para a STX Corporation com o governo francês participando com 33,34% do capital.